# Municipio de Elba (condado de Gratiot)
El municipio de Elba (en inglés: Elba Township) es un municipio ubicado en el condado de Gratiot en el estado estadounidense de Míchigan. En el año 2010 tenía una población de 1396 habitantes y una densidad poblacional de 15,36 personas por km².

## Geografía
El municipio de Elba se encuentra ubicado en las coordenadas 43°9′40″N 84°25′31″O / 43.16111, -84.42528. Según la Oficina del Censo de los Estados Unidos, el municipio tiene una superficie total de 90.87 km², de la cual 90.62 km² corresponden a tierra firme y (0.27%) 0.24 km² es agua.

## Demografía
Según el censo de 2010, había 1396 personas residiendo en el municipio de Elba. La densidad de población era de 15,36 hab./km². De los 1396 habitantes, el municipio de Elba estaba compuesto por el 97.35% blancos, el 0.5% eran afroamericanos, el 0.14% eran amerindios, el 0.36% eran asiáticos, el 0.29% eran isleños del Pacífico, el 0.29% eran de otras razas y el 1.07% pertenecían a dos o más razas. Del total de la población el 2.65% eran hispanos o latinos de cualquier raza.